# Karl Friedrich Leopold von Schotten
Karl Friedrich Leopold von Schotten (* 24. Juli 1783 in Melsungen; † 16. September 1861) war ein deutscher Politiker und Minister im Kurfürstentum Hessen.

## Leben
Schotten wurde 1826 Ministerialrat im kurhessischen Finanzministerium. 1831 wurde er kurzzeitig zum Finanzminister ernannt. Er war von 1831 bis 1850 Mitglied im Gesamtstaatsministerium und von 1831 bis 1859 Direktor der Hauptstaatskasse sowie Mitdirektor des Hof- und Staatsschatzes.

## Familie
Aus der Ehe mit Dorothee Henriette Wilhelmine Schotten (geb. Wetzell) gingen Wilhelmine Sophie Antoniette (1816–1872) und Wilhelm Karl Hermann Ferdinand Schotten hervor.